# Wiktor Aleksiejew
Wiktor Pietrowicz Aleksiejew (ros. Виктор Петрович Алексеев; ur. 2 sierpnia 1956) – radziecki zapaśnik startujący w stylu wolnym.
Mistrz świata w 1983 i 1985. Mistrz Europy w 1977 i drugi w 1984.
Mistrz uniwersjady w 1981.
Pierwszy w Pucharze Świata w 1980, 1982, 1983, 1985; trzeci w 1986. Wygrał zawody Przyjaźń-84. Młodzieżowy mistrz Europy w 1976 roku.
Mistrz ZSRR w 1979, 1980, 1981, 1983 i 1985 roku.